# ぬ
ぬ、ヌは、日本語の音節のひとつであり、仮名のひとつである。1モーラを形成する。五十音図において第5行第3段（な行う段）に位置する。清音でありながら子音は有声子音であり、濁音や半濁音は持たない。

## 概要

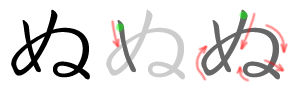
「ぬ」の筆順

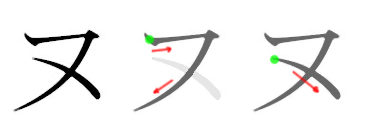
「ヌ」の筆順

- 現代標準語の音韻: 上歯茎に舌をつけて発音する鼻音である有声子音/n/と、母音うからなる。
- 五十音順: 第23位。
- いろは順: 第10位。「り」の次。「る」の前。
- 平仮名「ぬ」の字形: 「奴」の草体
- 片仮名「ヌ」の字形: 「奴」の旁
- ローマ字: nu
- 点字:
- 通話表: 「沼津のヌ」
- モールス信号: ・・・・
- 手旗信号：9→4

- 発音: ぬ[ヘルプ/ファイル]

## ぬ に関わる諸事項
- 「ぬ」は日本語において音読されることが極めて少ない。特に常用漢字表にて「ヌ」及び「ヌ」から始まる音読をする漢字は存在しない（訓読みは存在する。なお、表外音訓なら「奴」（ヌ）がある）。これは「ヲ」「ン」を除けば唯一である。
- フランス語の名詞や固有名詞をカタカナ転記する場合、ヌで終わるケースが少なくないが、これはフランス語の場合、子音で終わる単語のあとに曖昧母音/ə/をつけることがあり、このためne（/nə/）で終わる固有名詞が日本語話者の耳には「ヌ」と聞こえるためである。例: Joséphine（ジョゼフィーヌ、ナポレオンの最初の妻の例が有名）、Madeleine（マドレーヌ）、Antoine（アントワーヌ）。
- 「ぬ」は、日本語の古語における完了の助動詞である。
- 2021年2月より、集英社による「ぬ」の文字で構成されたLINEスタンプが販売されている。これは同社の漫画『ボボボーボ・ボーボボ』の登場キャラクター・ところ天の助が愛用するハンカチにあしらわれた文字にスポットを当てたもので、全て漫画作者の澤井啓夫による書字である[1]。
- ベトナム語のチュノム表記では「ヌ」が踊り字として用いられている[2]。
- ビルマ人の個人名。ビルマ連邦首相を務めたウー・ヌなど。ビルマ人には姓がなく、ウー・ヌのウーは年上の男性への敬称のため、全名が「ヌ」となる[3]。
- バラエティ番組「トリビアの泉 〜素晴らしきムダ知識〜」で行われた検証によると、「ぬ」は文字の線の長さがひらがなの中で最も長い。

## 状況的表現
漫画などの作中において、何の前触れもなく突然にゆっくりと顔を出すようなシーンを描く際に状況的表現として「ぬ」「ぬっ」「ぬ・・・」などと吹き出しの枠外に手書きで記載されることがある。